# Arini, Sakleshpur
Arini là một làng thuộc tehsil Sakleshpur, huyện Hassan, bang Karnataka, Ấn Độ.